# Статейные списки (дипломатия)
Статейные списки всякого рода «посольское дело» или донесение послов, представляемое в посольский приказ в России. Донесения посланников с ответами по предложенным статьям представляют особый интерес; они являются одним из важнейших источников для истории дипломатических сношений России и в то же время содержат очень много данных историко-географических, бытовых, для истории «служилых людей» и т. п. статейных списков — до 48 книг; все они хранились в Главном московском архиве иностранных дел (напечатаны в «Памятниках дипломатических сношений России», т. I—IX). 
Наиболее интересными исследователи считают статейные списки стольника Потемкина, П. А. Толстого и др. Особый отдел Статейных списков составляют списки XVII века, сохранившиеся в столбцах сибирского приказа (в московском архиве министерства юстиции) и представляющие, по словам изучавшего их Н. Н. Оглоблина, «ценный материал не только для политической истории среднеазиатских владений XVII в. и наших сношений с ними, но и для географии и этнографии центральной Азии». Статейным списком доносил о результатах похода в Азов и воевода А. С. Шеин в 1697 году.